# 這就是我們 (第三季)
《這就是我們》第三季（英語：This Is Us Season 3）由 Rhode Island Ave 製作，製片公司由 Zaftig Films 和 20th Century Fox Television。於2018年9月25日在NBC首播。